# Volejbal
Volejbal (z anglického volleyball: volley = volej, přímé odehrání míče, aniž by se dotkl země, ball = míč) česky též odbíjená je týmový míčový sport, ve kterém se dvě družstva (standardně po 6 hráčích, odtud také přídomek šestkový volejbal) na obdélníkovém hřišti rozpůleném sítí snaží odehrát míč na soupeřovu polovinu tak, aby ho soupeř nezpracoval a míč se dotkl země. Volejbal pochází z USA, ale dnes je populární po celém světě. Hrají ho muži i ženy; děti hrají volejbal přibližně od kategorie mladších žáků (10+), pro mladší děti pak existují zjednodušené přípravné hry, tzv. minivolejbal.

## Historie
Volejbal vymyslel 9. února 1895 William G. Morgan z YMCA v Massachusetts (USA). Morganovým cílem bylo vytvořit bezkontaktní halový sport s minimálním rizikem zranění. Původně ho pojmenoval Mintonette, podle způsobu odehrávání míčů se sportu začalo říkat volejbal.
Mezinárodní volejbalová federace FIVB byla založena roku 1947, první mistrovství světa se pořádalo v roce 1949 v Praze. Od roku 1964 je volejbal součástí programu olympijských her. V roce 1986 přijala FIVB i jeho variantu – plážový volejbal, který se stal součástí programu olympijských her v roce 1996.

## Charakteristika hry

### Pravidla
Volejbal se hraje na obdélníkovém hřišti o rozměrech 18×9 metrů, které je rozděleno na čtvercové poloviny střední čárou, nad kterou visí jeden metr vysoká síť, která je napnuta tak, že její horní hrana vede nad zemí ve výšce 2,43 m při zápasech mužů, nebo 2,24 m při zápasech žen. Okolo hřiště je volná zóna, která musí na každé straně být nejméně 3 m široká. Nad povrchem hřiště musí být nejméně 7 m volného hracího prostoru. Na každé polovině hrací plochy je 3 m od střední čáry rovnoběžně s ní vyznačena útočná čára (tzv. trojka), která vymezuje na každé polovině tzv. přední zónu. Nad postranními čárami jsou na síť svisle připevněny anténky, které vymezují povolený prostor přeletu míče nad sítí.
Volejbal se hraje s kulatým míčem z kůže či syntetické kůže. Jeho obvod je 65–67 cm (tzn. průměr cca 21 cm), váha 260–280 g.
Na každé straně sítě hraje jedno družstvo, které se skládá z šesti hráčů, v rozestavení tři vpředu a tři vzadu. Na začátku hry si kapitáni obou družstev vylosují právo na první podání či volbu strany hřiště. Poté jedno z družstev zahájí hru podáním (servisem). Ten z hráčů podávajícího družstva, který na hřišti stojí vpravo vzadu (zóna 1), si s míčem stoupne za koncovou čáru, nadhodí si míč a úderem dlaně ho pošle přes síť na soupeřovu stranu hřiště. Tím je míč ve hře.

postavení hráčů a značení zón

Protější družstvo musí míči zabránit v dotyku se zemí a snaží se ho údery (hráči míč nesmějí chytat ani házet) odehrát zpět přes síť. Při tom se ovšem smí míče dotknout maximálně třikrát, přičemž se žádný hráč nesmí míče dotknout dvakrát po sobě. Pokud se družstvu podaří bez chyby odehrát míč přes síť, bude se o totéž snažit soupeř. Tato jedna rozehra pokračuje do doby, než míč spadne na zem nebo některé družstvo neučiní jinou chybu (viz níže).
To družstvo, které v rozehře nechybovalo, dostane po jejím skončení jeden bod. Pokud je tímto družstvem to družstvo, které rozehru zahajovalo podáním, podává opět stejný hráč. Pokud rozehru podávající družstvo prohrálo, bude podávat soupeřící družstvo, ovšem před zahájením hry toto družstvo postoupí o jedno postavení ve směru hodinových ručiček: původně podávající hráč se z pravé zadní pozice (zóna 1) posune na zadní střední (zóna 6), hráč ze zadní střední (6) se posune na zadní levou (5) atd. Podávat tedy bude hráč, který v předešlé rozehře byl na pozici přední pravý.
Jakmile jedno družstvo dosáhne součtu 25 bodů a zároveň druhé družstvo má nejméně o dva body nižší skóre, družstvo vyhrálo jeden set. (Pokud obě družstva dosáhnou 24 bodů, pokračuje se tak dlouho, dokud jedno z družstev nezíská dvoubodový náskok, např. 30:28.) V následujícím setu začíná s podáním družstvo, které v předchozím setu nepodávalo jako první. Hra se hraje na 3 vítězné sety, pokud je po čtvrtém setu stále nerozhodnuto (stav 2:2 na sety), je rozhodující pátý set hrán pouze do 15 bodů (ovšem stále se vyžaduje minimálně dvoubodový rozdíl).

#### Chyby

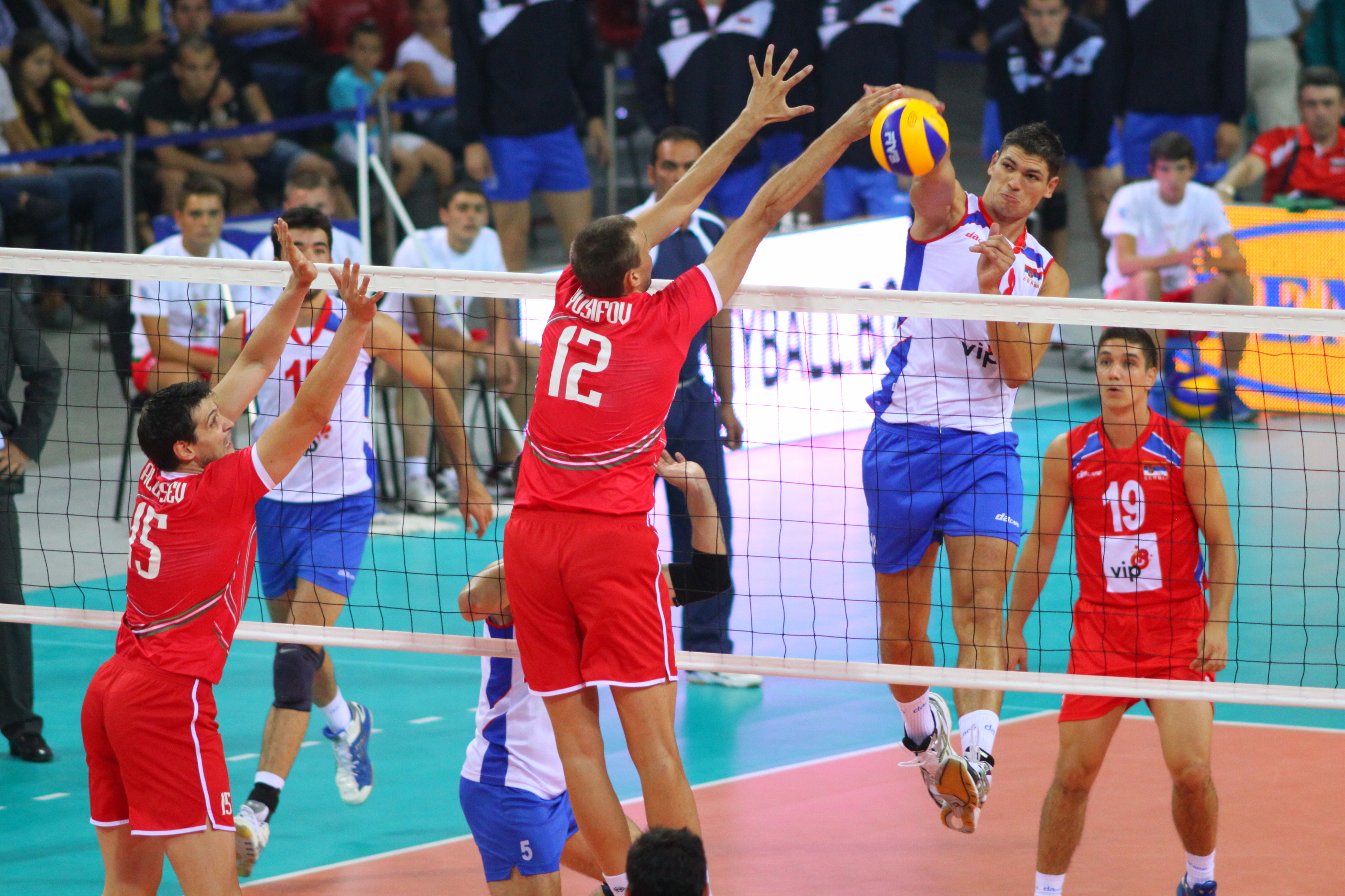
Útok v zápase Bulharsko–Srbsko

Rozehra končí ve chvíli, kdy jedno z mužstev udělá chybu a nepodaří se mu tedy míč správně předat soupeři. Touto chybou mohou být zejména následující situace:
- Míč se dotkne země nebo nějakého předmětu mimo hřiště, popř. osoby mimo hru. Sem patří i dotyk vnější části sítě, antének na síti, popř. sloupků a provazu, které síť drží. (Rozehru prohrává mužstvo, které se před tím naposledy dotklo míče.)
- Míč se dotkne hrací plochy. (Rozehru prohrává mužstvo, jehož poloviny se dotklo.)
- Míč zcela podletí pod sítí.
- Míč přeletí síť mimo prostor přeletu vymezený anténkami (a jejich pomyslným prodloužením). To nemusí být chyba, pokud se některému hráči podaří míč správně odehrát stejným způsobem (opět mimo prostor přeletu) zpět a jeho spoluhráči ho správně odehrají, tentokrát platným způsobem, soupeři.
- Hráči mužstva se před odehráním soupeře počtvrté dotknou míče. (*)
- Jeden hráč se dotkne míče dvakrát po sobě, popř. se míč dotkne postupně dvou částí těla hráče (nejedná se o chybu, pokud k vícenásobnému doteku došlo v rámci jedné akce při prvním odbití družstva). (*)
- Hráč míč chytí nebo hodí (drží/dotýká se ho příliš dlouho).
- Hráč se dotkne sítě při akci hraní míčem v blízkosti sítě (platí pouze mezi anténkami).
- Hráč přesáhne pod sítí do soupeřovy poloviny, přičemž překáží ve hře soupeři, nebo nohou přešlápne tak, že se ani její částí nedotýká středové čáry.
- Hráč se dotkne míče nad soupeřovou polovinou hřiště. (*)
- Hráč zadní řady zaútočí (tzn. odehraje míč přímo na soupeřovu polovinu hrací plochy, přičemž v okamžiku dotyku s míčem byl míč nad rovinou horního okraje sítě) z přední zóny (aby měl povoleno smečovat, musí se odrazit zpoza útočné čáry; dopadnout už může do přední zóny).
- Hráč zadní řady uskuteční blok nebo se zúčastní dokončeného skupinového bloku (zabránění soupeřovi dostat míč přes síť odehráním míče nad rovinou horního okraje sítě).
- Libero (speciálně určený bránící hráč, který hraje pouze v zadní řadě a neúčastní se podání) zasmečuje na soupeřovu polovinu (provede útočný úder nad úrovní sítě), zablokuje, zúčastní se dokončeného skupinového bloku nebo se pokusí o blok.
- Hráč zasmečuje zcela nad horním okrajem sítě míč, který mu prsty přihrál libero v přední zóně.

Případy označené (*) se netýkají bloků: Dotyky míče při blokování se nepočítají do tří povolených úderů, stejně tak se jeden hráč může dotknout míče víckrát po sobě, pokud byly první dotyky v rámci blokování. Při blokování je též povoleno dotknout se míče nad soupeřovou polovinou hrací plochy (ovšem až po soupeřově útočném úderu, který je blokován).
To, zda míč dopadl do hřiště, či mimo něj, určuje část míče, která se dotkla země: Jestliže se míč alespoň svou částí dotkl alespoň čáry vymezující hrací plochu, pak se bere, že spadl do hřiště.

#### Starší pravidla
Pravidla volejbalu se postupně vyvíjejí, k mnoha výrazným změnám pravidel došlo např. v letech 1998 a 2000:
- V roce 1998 bylo zavedeno libero.
- Do roku 2000 se hrálo tzv. na ztráty. Pokud podávající mužstvo prohrálo rozehru, došlo ke ztrátě podání, soupeři se nepřipočítal bod, pouze získal právo podávat. Hrálo se pouze do 15 bodů. Tato změna vedla k lepšímu odhadování doby hry, což je důležité pro televizní přenosy.
- Míč, který se při podání dotkne sítě, je podle aktuálních pravidel platné podání. Do roku 2000 se jednalo o chybu při podání, která vedla ke ztrátě.
- Do roku 1998 bylo chybou, pokud se míč dotkl hráče pod úrovní pasu. Dnešní pravidla umožňují hráčům hrát libovolnou částí těla, tzn. i nohou nebo hlavou.
- Několikrát se měnila pravidla týkající se doteku sítě a přešlapů: Od roku 1935 byl chybou jakýkoli dotek sítě, od roku 1997 není chybou náhodný dotyk sítě mimo hru; od roku 2008 do roku 2015 se trestal pouze dotyk horní části sítě.

#### Střídání hráčů
V soutěžních volejbalových zápasech smí být v průběhu hry hráči střídáni. V průběhu jednoho setu smí jedno mužstvo střídat maximálně šestkrát, přičemž tímto střídáním není možné měnit pořadí na hřišti (tzn. ani pořadí na podání) – hráč se do hry smí vrátit pouze tím, že vystřídá hráče, který ho původně střídal. (Libero může být vystřídán v libovolném přerušení hry a toto střídání se do počtu střídání nezapočítává.)
V rekreačním volejbale se v případě, že se hry účastní vyšší počet hráčů, obvykle uplatňují jednodušší pravidla, nejčastějším příkladem je „točení přes střídačku“ – při získání podání nejde pravý přední hráč podávat, ale přesune se na střídačku, a podávat jde hráč ze střídačky.

### Typy úderů
Při volejbale je zakázáno míč házet či držet, dovoleny jsou jen údery (odbití). Pro údery se zpravidla používají tři základní techniky: Odbití spodem (neboli bagr), při kterém má hráč natažené ruce spojené dole před tělem dlaněmi nahoru a míč odehrává plochou předloktí; tento úder se používá zejména jako obranný, pro vybrání útočných úderů soupeře (případně podání). Vrchní odbití prsty, při kterém hráč měkce odehraje míč pokrčenými prsty rukou mírně nad hlavou; to slouží zejména k přesné nahrávce. Smeč je silný úder provedený švihem jednou nataženou rukou nad a před hlavou, který slouží pro útok na polovinu soupeře.
Možné jsou i méně standardní údery (používané buď v nouzi nebo jako překvapivý útok); dovoleno je i hrát libovolnou částí těla (např. kopnutím nohou), avšak vždy musí jít o odbití, hráč nesmí míč držet, házet, táhnout nebo zvednout.

### Specializace hráčů
Hráči se obvykle specializují na útok (smečování), resp. bloky, na podání a na obrannou hru. V okamžiku podání však hráči musí být rozestavěni podle daného pořadí. Pravidla povolují využít jednoho specializovaného hráče nazývaného libero, který v kterémkoli přerušení hry může vystřídat libovolného hráče zadní řady (a tato výměna se nepočítá do limitu počtu střídání), a kterého pravidla omezují na čistě obranné činnosti (viz výše). Hráč označený jako libero musí mít barevně odlišený dres. Libero hraje pouze v zadní řadě, ale nikdy nepodává.
V dnešním vrcholovém volejbale sestává hrající šestice hráčů nejčastěji z jednoho nahrávače (má za úkol dobře odehrát druhý úder, nahrávku, kterou připravuje možnost útoku zejména smečaři či univerzálovi), jednoho diagonálního hráče (neboli univerzála, útočícího typicky z pravé strany, tzv. z handy), dvou smečařů (specialistů na útok z levé strany, tzv. z hlavního kůlu) a dvou blokařů (ti mají za úkol blokovat zejména rychlé útoky soupeře středem), plus libero, které se v zadní části hřiště střídá nejčastěji s blokařem.

## Způsob hry a taktika
- První dotyk je obranný, je potřeba jakýmkoli způsobem zachytit míč odehraný soupeřem a udržet ho ve hře. K tomu se nejčastěji používá úder nazývaný bagr, kdy se míč odehraje spodem, přičemž hráč má obě ruce spojené a míče se dotýká plochou předloktí.
- Druhý dotyk nejčastěji hraje tzv. nahrávač, v rekreačním volejbale často přední střední hráč, jinak hráč specializovaný na tuto herní činnost. Cílem úderu je příprava na útočný úder. Nejčastěji se proto hraje vrchním odbitím, kdy se míče nad hlavou dotknou současně obě ruce mírně pokrčenými prsty.
- Třetí úder je útočný, kdy nejčastěji jeden z předních hráčů využije přesnou nahrávku ke smeči, silnému úderu paží nad hlavou, provedenému ve výskoku v blízkosti sítě.

Bránící se mužstvo obvykle využívá bloky, kdy buď dva nebo všichni tři přední hráči vedle sebe současně vyskočí s nataženýma rukama, čímž se soupeři snaží zabránit v přenesení míče přes síť.
Samozřejmě ne každá rozehra vypadá přesně takto, velice důležitou součástí taktiky ve volejbalu je moment překvapení, takže někdy nahrávač pouze předstírá nahrávku, čímž od sebe odpoutá blokující hráče, načež překvapivým úderem (ulitím) pošle míč těsně za síť.

## Varianty
Existuje několik variant volejbalu a dalších sportů, které mají s volejbalem mnohé podobné rysy:

### Volejbalové debly
Volejbalové debly se hrají ve dvojici na polovině běžného hřiště. Hrají se kategorie mužů, žen a zvláště oblíbené mixy. Pravidla jsou prakticky totožná s běžným volejbalem, změny jsou hlavně v následujícím:
- velikost hřiště a počet hráčů (2 proti 2)
- hraje se bez antének
- bloky se počítají jako dotyk míče
- je povoleno tahání míče při útoku

### Plážový volejbal
Plážový volejbal (beach volleyball) je varianta volejbalu hraná na menším pískovém hřišti, přičemž zde mužstva sestávají pouze ze dvou hráčů na každé straně. Jemný písek umožňuje obranné zákroky, které by na tvrdém povrchu byly nebezpečné, proto je plážový volejbal divácky velice atraktivní (nemluvě o tom, že hráči a hráčky obvykle nehrají v dresech, ale v plavkách). Pro profesionály existují dvě základní organizace, CEV a FIVB, které zajišťují plážovým volejbalistům turnaje po celém světě. V dnešní době je plážový volejbal čím dál tím rozšířenější sport. Hraje se nejen za teplých letních dnů, ale nově i v krytých halách po celém světě. Pravidla jsou prakticky totožná s běžným volejbalem, změny jsou hlavně v následujícím:
- velikost hřiště a počet hráčů
- bloky se počítají jako dotyk míče
- zákaz ulití míče

### Smíšený volejbal
Zápas šestkového volejbalu obvykle hrají pouze muži nebo pouze ženy. Existuje speciálně upravená verze pravidel pro smíšená družstva, podle kterých:
- Musí být v týmu alespoň dvě ženy
- Ženy hrají většinou nahrávačky
- Tato kategorie je označována jako 4+2 (4 muži + 2 ženy), případně 3+3.

### Barevný minivolejbal
Hra, která zjednodušuje a upravuje pravidla klasického šestkového volejbalu tak, aby jej mohly hrát děti v týmech od 2 do 3 hráčů. Je určena pro děti prvního stupně základní školy. Hřiště měří na šířku 4,5–6 m a na délku 9–12 m, je rozděleno sítí, jejíž vrchní okraj se nachází ve výšce 1,9–2 m. Je to sportovní disciplína, která je podporována a uznána FIVB. Jednotlivé věkové skupiny mají svá speciální pravidla, která svou náročností přímo úměrně rostou s věkem a schopnostmi dětí. Barvy určují stupeň pokročilosti a náročnosti každé z variant minivolejbalu.